# José Hevia Campomanes
José Hevia Campomanes O. P. (Pola de Lena, Asturias, 24 de marzo de 1841 - Higueras de Vargas, Badajoz, 2 de mayo de 1904) fue un religioso dominico y misionero español.

## Biografía
Después de cursados los estudios primarios hizo los de Latinidad y Humanidades y se trasladó a Ocaña (Toledo) donde tomó el hábito de religioso dominico, profesando el 17 de septiembre de 1857.
En 1863 fue trasladado a las misiones de la Orden de Predicadores establecidas en Filipinas, donde terminó de estudiar Teología en la Universidad de Manila. Allí recibió las órdenes de diácono en 1863 y de presbítero en 1864.
Terminada la carrera, en 1864 fue nombrado párroco de Balanaga (Bataán), y posteriormente vicario de Llana-Hermosa, en el mismo distrito. En 1867 recibe el nombramiento de párroco de Santa Rosa (Biñang) y de Binondo (Manila), hasta 1871 en que es nombrado procurador general de la Provincia Dominicana, puesto que ocuparía durante seis años, volviendo en 1878 a Binondo, donde estuvo hasta 1889. En 1889 fue nombrado obispo de Nueva Segovia, siendo consagrado como tal en la ciudad de Oviedo en abril de 1890 y tomando posesión en Vigán el 19 de julio de 1891.
Tras la independencia de Filipinas regresó a España, donde fue designado en 1903 como Obispo de Badajoz.
Murió en Higueras de Vargas mientras realizaba una visita pastoral, aquejado de una pulmonía.

## Obras
- 1872 - Lecciones de gramática hispano-tagala. Manila: Colegio de Santo Tomás (Esta obra tuvo al menos doce ediciones hasta 1922).
- 1903 - Carta pastoral que por primera vez dirige a sus diocesanos el Ilmo. y Rmo. señor D. Fr. José Hevia Campomanes, Obispo de Badajoz. Badajoz : [s. n.].